# Conservatoire Claudio-Monteverdi de Bolzano
Le Conservatoire Claudio-Monteverdi (en italien Conservatorio Claudio Monteverdi, en allemand Conservatorium Claudio Monteverdi) de Bolzano est une institution italienne qui dispense un enseignement de musique de haut niveau.

## Historique
Dans la seconde moitié du XIXe siècle, l'enseignement de la musique à Bolzano était principalement assuré par la Società Filarmonica di Bolzano (en allemand Musikverein Bozen), fondée en 1854.
En 1927, à la suite de l'avènement du fascisme et à l'italianisation du Tyrol du Sud, les compétences pour la gestion de l'enseignement musical à Bolzano sont transférées à la municipalité. Ainsi est né le Civico Liceo Musicale "Gioachino Rossini", dont le directeur est Mario Mascagni, cousin du compositeur Pietro Mascagni. Jusqu'en 1930, le siège se trouvait via dei Portici, puis via Vintler. Grâce à la direction de Mascagni, l'institut a connu une expansion rapide, également quant au nombre d'étudiants (plus de 250 en 1932).
La reconnaissance des activités au niveau national intervient en 1932, lorsque, compte tenu du résultat positif des inspections ministérielles, le Civico Liceo Rossini est transformé en conservatoire d'État par arrêté royal. Cette reconnaissance conduit au renforcement du personnel enseignant et au développement de l'activité des concerts publics.
Ce processus culmine en 1939, lorsque le Liceo Rossini obtient le statut de Conservatoire Royal et prend le nom de Claudio Monteverdi (loi du 30 novembre 1939, n. 1968 " Transformation en conservatoires royaux de musique des lycées musicaux de Bolzano, Cagliari et Pesaro " et décret d'application du 16 octobre 1940). En même temps, un nouveau siège pour l'institut a été choisi : l'ancien couvent des frères dominicains sur la Piazza Domenicani.
La Seconde Guerre mondiale a marqué cependant un coup d'arrêt dans le développement du conservatoire, qui en 1943 a été retiré de l'administration italienne. L'équipe pédagogique est dispersée, ainsi que le patrimoine mobilier (livres, matériel, instruments de musique) et immobilier (un bombardement aérien endommage lourdement le bâtiment conventuel et l'église attenante , annulant les interventions antérieures de développement).
Dans l'après-guerre en Italie, une fois le risque de cessation des activités écarté, l'activité d'enseignement a repris à partir de septembre 1946 au siège de Piazza Domenicani. Après la mort de Mascagni, Cesare Nordio a pris en 1948 la direction de l'institut, grâce auquel le conservatoire a connu un développement extraordinaire.
En mai 1949, la nouvelle salle de concert du conservatoire est inaugurée avec un récital du pianiste Arturo Benedetti Michelangeli pour la Société des Concerts (Konzertverein), héritière du Musikverein pour l'organisation des concerts à Bolzano. Arturo Benedetti Michelangeli, professeur au conservatoire Monteverdi de 1950 à 1959, et Cesare Nordio ont été également les promoteurs du Concours international de piano Ferruccio-Busoni, dont la première édition a eu lieu en 1949.
Grâce à la présence d'un important corps professoral, à la transformation rapide du Concours Busoni en l'un des concours de piano les plus importants sur la scène internationale  et à l'activité de la Société des Concerts qui a engagé les meilleurs solistes et groupes de chambre de l'époque, dans les années 1950, la vie musicale de Bolzano connaît un développement sans précédent. En 1952, en outre, les travaux d'adaptation du bâtiment ont été achevés. Le Trio di Bolzano s'est imposé dans cet environnement international, composé de trois professeurs du conservatoire : Nunzio Montanari, Giannino Carpi et Antonio Valisi (plus tard Sante Amadori). Le trio s'est immédiatement imposé comme l'un des meilleurs ensembles de chambre italiens et a connu une carrière très réussie.
À la suite de la réforme nationale des conservatoires (loi 508/1999), le conservatoire Monteverdi a achevé la transition en 2006 en devenant un « institut supérieur d'études musicales », sous la direction de la Province de Bolzano (les modalités d'application sont exposées dans le décret législatif du 25 juillet 2006, n° 245).

## Directeurs
- 1940-1948: Mario Mascagni (déjà directeur du Civico Liceo Musicale Rossini de 1927 à 1940)
- 1948-1962: Cesare Nordio
- 1962-1980: Giorgio Cambissa
- 1980-1981: Johanna Blum
- 1982-1995: Hubert Stuppner
- 1995-1997: Vito Maria Brunetti
- 1997-2008: Vea Carpi
- 2008-2014: Felix Resch
- 2014-2017: Heinrich Unterhofer
- depuis 2017: Giacomo Fornari[6]

## Liens connexes
- Liste des écoles supérieures de musique